# Gigg Lane
Gigg Lane er et fodboldstadion i Bury i England, der er hjemmebane for North West Counties Football League-klubben Bury F.C. Stadionet har plads til 11.000 tilskuere, og alle pladser er siddepladser. Det blev indviet i år 1885, og den første kamp på stadionet stod mellem Bury og Wigan Athletic.